# Atłet Kijów
Atłet Kijów (ukr. Футбольний клуб «Атлет» (Київ), Futbolnyj Kłub "Atłet" (Kyjiw)) – ukraiński klub piłkarski z siedzibą w stolicy kraju, mieście Kijów, grający od sezonu 2025/26 w Druhiej-lidze.

## Historia
Chronologia nazw:
- 1970: DJuSSz Drużba Kijów (ukr. ДЮСШ «Дружба» (Київ))
- 2003: SDJuSzOR Atłet Kijów (ukr. СДЮШОР «Атлет» (Київ))
- 15.07.2006: Atłet Kijów (ukr. ФК «Атлет» (Київ))

Klub piłkarski Atłet został założony w Kijowie 15 lipca 2006 roku. Bazą klubu była Szkoła Sportowa dla dzieci i młodzieży, która powstała w 1970 roku jako DJuSSz Drużba Kijów w wyniku połączenia drużyn dziecięcych i młodzieżowych Miejskiego Wydziału Oświaty Publicznej nr 2 oraz dwóch drużyn dorosłych Zespołu Kultury Fizycznej „Kijowskich Zakładów Mięsnych” w rejonie darnickim Kijowa. 14 kwietnia 2003 roku zarządzeniem Głównego Wydziału Kultury Fizycznej i Sportu nr 352 klub „Drużba” został połączony ze szkołą „Atłet”, tworząc jedną strukturę – Dziecięcą i Młodzieżową Szkołę Sportową Rezerwy Olimpijskiej „Atłet”, w skrócie SDJuSzOR Atłet Kijów.
W 2007 zespół startował w pierwszej lidze mistrzostw Kijowa, wygrywając rozgrywki. W kolejnych latach grał w wyższej lidze mistrzostw Kijowa, za wyjątkiem sezonu 2013, kiedy to na rok spadł do pierwszej ligi.
W sezonie 2019/20 zespół debiutował w amatorskich mistrzostwach Ukrainy. W kolejnych pięciu sezonach ponownie startował w amatorskich mistrzostwach.
Latem 2025 roku klub zgłosił się do rozgrywek Druhiej Lihi i otrzymał status profesjonalny<.

## Barwy klubowe, strój, herb, hymn
|  |  |

Klub ma barwy żółto-czarne. Piłkarze domowe spotkania zazwyczaj grają w żółtych koszulkach, żółtych spodenkach oraz żółtych getrach.

## Sukcesy

### Trofea międzynarodowe
Do chwili obecnej klub jeszcze nigdy nie zakwalifikował się do rozgrywek europejskich.

### Trofea krajowe
| \| \| Zdobyte trofea w rozgrywkach Ukrainy (stan na: 31-05-2025) \| |                                                            |      |          |
| Rozgrywki                                                           | Osiągnięcie                                                | Razy | Sezon(y) |
| · Mistrzostwo                                                       | I miejsce                                                  | 0    |          |
| · Mistrzostwo                                                       | II miejsce                                                 | 0    |          |
| · Mistrzostwo                                                       | III miejsce                                                | 0    |          |
| Puchar                                                              | zdobywca                                                   | 0    |          |
| Puchar                                                              | finalista                                                  | 0    |          |
| Puchar                                                              | 1/? finału                                                 | 1    | 2025/26  |
| II liga                                                             | I miejsce                                                  | 0    |          |
| II liga                                                             | II miejsce                                                 | 0    |          |
| II liga                                                             | III miejsce                                                | 0    |          |
| Ukraina                                                             | Zdobyte trofea w rozgrywkach Ukrainy (stan na: 31-05-2025) |      |          |

- Druha liha (D3):
  - ?.miejsce (1x): 2025/26

- Mistrzostwa Kijowa (Wyższa liga) (D5):
  - mistrz (2x): 2022/23, 2023/24
  - wicemistrz (5x): 2008, 2017/18, 2018/19, 2020/21, 2022/23

## Poszczególne sezony

### Rozgrywki międzynarodowe

#### Europejskie puchary
Nie uczestniczył w rozgrywkach europejskich.

### Rozgrywki krajowe
| \| Ukraina \| Bilans występów klubu w rozgrywkach piłkarskich Ukrainy (Stan na 31 maja 2025 r.) \| \| |                                                                                   |        |       |   |   |   |    |    |     |            |        |        |      |
| Poziom                                                                                                | Rozgrywki                                                                         | Sezony | Mecze | Z | R | P | B+ | B– | Pkt | Lata       | Awanse | Spadki | Naj. |
| I | Wyszcza liha / Premier-liha                                                       | 0      |       |   |   |   |    |    |     |            | 0      | 0      |      |
| II | Persza liha                                                                       | 0      |       |   |   |   |    |    |     |            |        |        |      |
| III                                                                                                   | Druha liha                                                                        | 1      |       |   |   |   |    |    |     | od 2025/26 | 0      | 0      | ?    |
| IV | Amatorska liha                                                                    | 6      |       |   |   |   |    |    |     | 2019–2025  | 1      | 0      | 2    |
| | Puchar Ukrainy                                                                    | 1      |       |   |   |   |    |    |     | od 2025/26 | 0      | 0      | 1/?  |
| Ukraina                                                                                               | Bilans występów klubu w rozgrywkach piłkarskich Ukrainy (Stan na 31 maja 2025 r.) |        |       |   |   |   |    |    |     |            |        |        |      |

## Piłkarze, trenerzy, prezydenci i właściciele klubu

### Piłkarze

#### Aktualny skład zespołu
Stan na 1 lipca 2025.
| Nr | Poz. | Piłkarz            |
| -- | ---- | ------------------ |
| 1  | BR   | Maksym Komarenko   |
| 2  | OB   | Ilia Szweć         |
| 3  | OB   | Mychajło Biłozerow |
| 4  | PO   | Artem Piszak       |
| 5  | PO   | Dmytro Hłuszko     |
| 6  | NA   | Iwan Kurahin       |
| 7  | NA   | Andrij Łypowyj     |
| 10 | PO   | Nazar Presycz      |
| 11 | PO   | Ołeksandr Kryćkyj  |
| 14 | PO   | Anton Hordejew     |
| 15 | PO   | Serhij Stepanow    |

| Nr | Poz. | Piłkarz             |
| -- | ---- | ------------------- |
| 17 | PO   | Maksym Kawun        |
| 18 | PO   | Artem Striłeć       |
| 21 | PO   | Serhij Czenbaj      |
| 22 | PO   | Mykyta Mowczan      |
| 25 | PO   | Ilia Szpaczenko     |
| 26 | PO   | Nazar Harkusza      |
| 26 | PO   | Farman Tejmurow     |
| 33 | PO   | Ołeksij Twerezenko  |
| 52 | PO   | Danyił Stroczynskyj |
| 77 | PO   | Rostysław Babycz    |
|    | NA   | Andrij Łużećkyj     |

### Trenerzy
- od 01.2007:  Dmytro Muraszenko

### Prezydenci
- 07.2006–12.2006:  Ihor Muchin
- 01.2007–2022:  Ołeksandr Starowojt
- od 01.2022:  Ołeksij Łychoczas

## Struktura klubu

### Stadion
Drużyna rozgrywa swoje mecze domowe w Kijowie na stadionie Atłet, który może pomieścić 300 widzów.

## Kibice i rywalizacja z innymi klubami

### Derby
- AFSK Kijów
- JuKSA Kijów
- Liwyj Bereh Kijów
- Łokomotyw Kijów
- OFKiP Kijów
- Rebel Kijów
- Rubikon Kijów